# 比利亚韦尔德德梅迪纳
比利亚韦尔德德梅迪纳，是西班牙卡斯蒂利亚-莱昂巴利亚多利德省的一个市镇。总面积58平方公里，总人口570人（2001年），人口密度10人/平方公里。